# Lila Bui
Pour les articles homonymes, voir Bui.
Lila Bui, née le 16 avril 1998 à Annecy, est une karatéka française.

## Carrière
Elle est médaillée d'argent en kata par équipe junior aux Championnats du monde de karaté juniors et cadets 2013.
Aux Championnats du monde de karaté juniors, cadets et moins de 21 ans 2015, elle remporte la médaille d'or junior en kata par équipe. Elle est médaillée de bronze aux Championnats d'Europe de karaté juniors et cadets 2014, aux Championnats d'Europe de karaté juniors et cadets 2015 et aux Championnats d'Europe de karaté juniors et cadets 2016 en kata par équipe junior.
Aux Championnats d'Europe de karaté 2017, elle est médaillée d'argent en kata par équipes avec sa sœur Marie Bui et Sandy Scordo.
Elle est médaillée de bronze en kata par équipe aux Championnats d'Europe de karaté 2018 avec Marie Bui et Jessica Hugues.

## Famille
Elle est la sœur des karatékas Maï-Linh et Marie Bui.